# Eugenia zygophylla
Eugenia zygophylla är en myrtenväxtart som beskrevs av Rafaël Herman Anna Govaerts. Eugenia zygophylla ingår i släktet Eugenia och familjen myrtenväxter. Inga underarter finns listade i Catalogue of Life.